# Saint-Vérand (Isère)
Saint-Vérand é uma comuna francesa na região administrativa de Auvérnia-Ródano-Alpes, no departamento de Isère. Estende-se por uma área de 17,83 km², com 1 441 habitantes, segundo os censos de 1999, com uma densidade de 80 hab/km².